# Felsenburg Stohánek

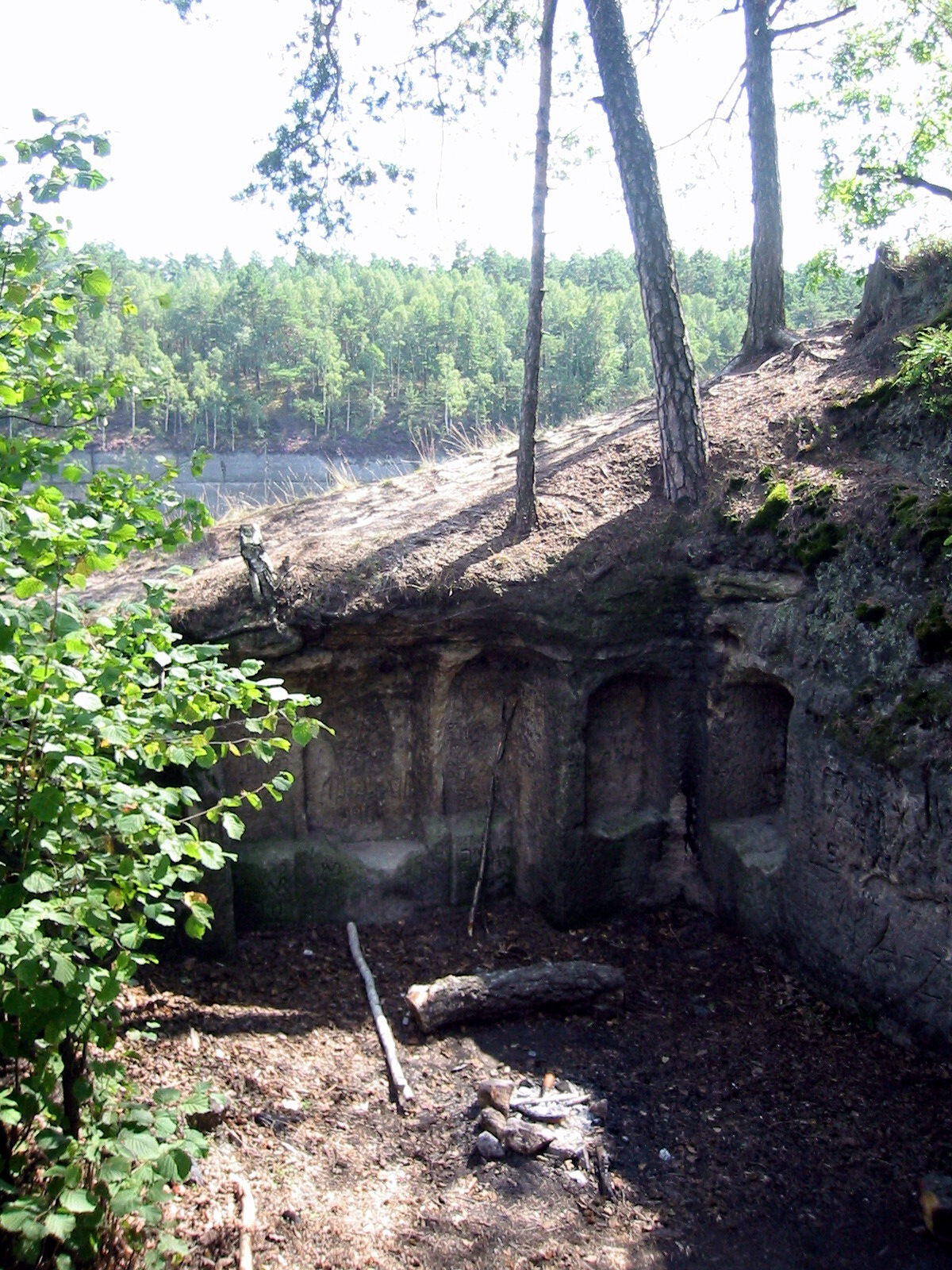
Aus dem Felsen ausgearbeiteter Raum

Die Felsenburg Stohánek (deutsch Struhanken, Struhanka) befindet sich auf einem Sandsteinfelsen drei Kilometer südöstlich von Stráž pod Ralskem (Wartenberg) in Nordböhmen (Tschechien). Von der einst hölzernen Burganlage sind heute nur noch einige ausgehauene Räume und die Zisterne erhalten. Der Burgfelsen und das umliegende Gebiet sind seit 1995 auf 0,5 Hektar als Naturdenkmal geschützt.

## Geschichte
Die Burg wurde im Jahr 1427 von Benedikt von Wartenberg als Vorburg von Děvín gegründet. 1432 kaufte Zbiněk von Waldstein die Anlage. Im Jahr 1444 wurde die Burg durch die Truppen des Sechsstädtebundes erobert und zerstört.
Von 1740 bis 1783 lebte auf dem Stohánek ein Einsiedler.
Anfang des 20. Jahrhunderts wurde der Burgfelsen für den Tourismus erschlossen. Entlang des alten Zuganges wurde eine neue Treppe ausgehauen.
Von 1946 bis 1991 lag der Stohánek in einem Truppenübungsplatz. Kyrillische Inschriften der damals hier stationierten Sowjetsoldaten sind auch heute noch im Fels zu finden.
In der Nähe befindet sich der Gedenkstein für den Helden der Sowjetunion Antonín Sochor, welcher hier 1950 bei einem Verkehrsunfall ums Leben kam.